# Kerkje van Ellesdiek

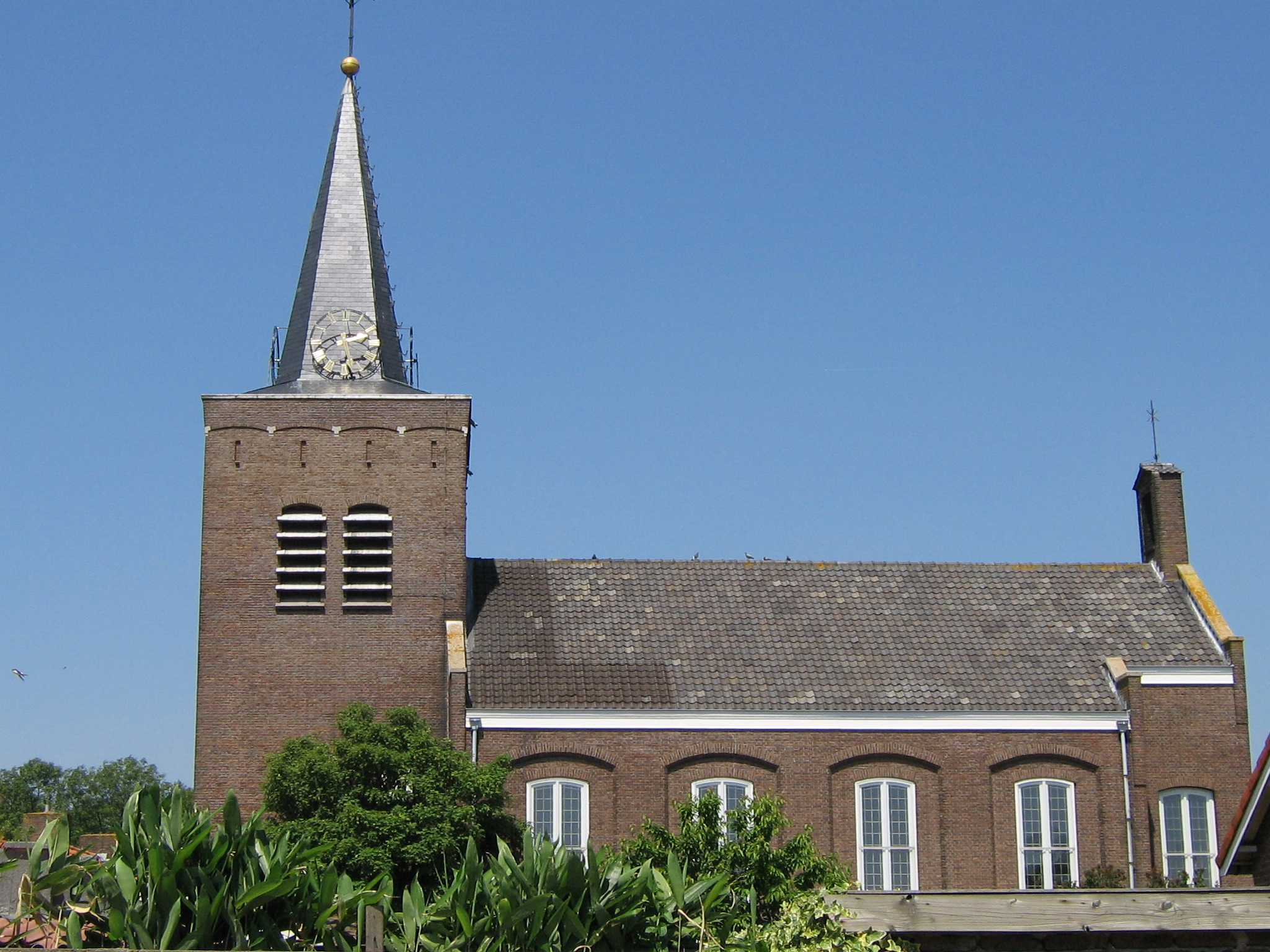
Die Kerkje van Ellesdiek

Die Kerkje van Ellesdiek ist eine evangelische Pfarrkirche im Ortsteil Ellewoutsdijk der Gemeinde Borsele in der niederländischen Provinz Zeeland. 

## Geschichte
Vorgänger der heutigen Kirche in Ellewoutsdijk war ein gotischer Bau, der bis zur Reformation dem heiligen Martinus geweiht war. Langhaus und Turm stammten aus dem 15. Jahrhundert. Der Chor war im calvinistischen Gottesdienst nicht mehr benötigt worden. Eine Abbildung des 18. Jahrhunderts zeigt den Triumphbogen vermauert und noch Teile der Chorwände aufrecht stehend. 1824 wurde das Obergeschoss des Turmes abgerissen und ihm eine neue Haube aufgesetzt. Im Jahr 1944 ist die Kirche durch Kriegshandlungen zerstört worden.
Die alte Kirche wurde 1950/51 durch einen schlichten Saalbau mit vorgesetztem Westturm ersetzt. Die Kirchengemeinde hat sich wegen eines Rückgangs der Mitgliederzahlen 2001 mit der reformierten Gemeinde Driewegen zusammengeschlossen. Heute gehört die Gemeinde zur 2004 geschaffenen Protestantse Kerk in Nederland.  

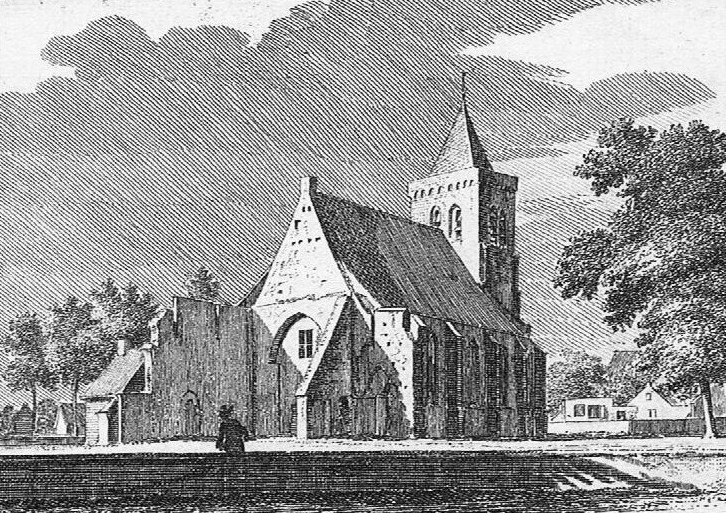
Kirche 1743 mit Ruine des Chors und Glockengeschoss des Turms
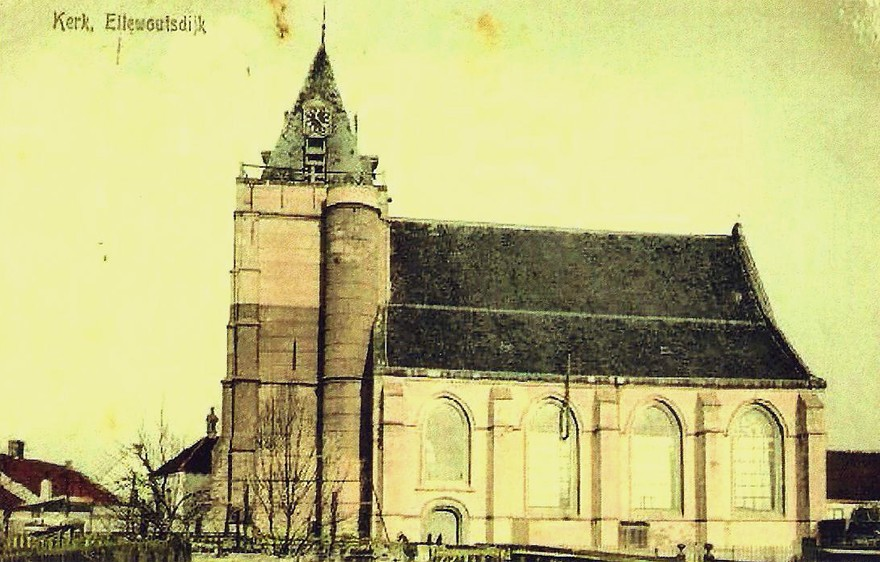
Die gotische Kirche 1915

## Orgel
Die Orgelpositiv wurde 1953 von Gebr. Van Vulpen erbaut. Das Schleifladen-Instrument hat sechs Register auf einem Manualwerk. Die Spiel- und Registertrakturen sind mechanisch.
| Manual C–f3    |    |
| Prestant       | 8′ |
| Holpijp        | 8′ |
| Octaaf         | 4′ |
| Gedekte Fluit  | 4′ |
| Octaaf         | 2′ |
| Mixtuur III–IV |    |